# Agrypon adiscoidellatum
Agrypon adiscoidellatum là một loài tò vò trong họ Ichneumonidae.